# 泰安交通
此条目展示泰安市交通运输的概况。
泰安是鲁中地区中心城市, 山东重要的旅游都市，多个大型制造业企业驻扎在泰安市境内，是2区2市2县以及周边地级市的交通运输枢纽。

## 城际交通运输

### 铁路运输
泰安拥有京沪铁路两个主要的客运站点, 泰山站和泰安站, 其中前者是德占时期既有津浦铁路站点, 后者是京沪高速铁路站点。
泰肥铁路全线都在泰安市境内。此外还有磁莱铁路，辛泰铁路，瓦日铁路。
此外, 泰安还拥有磁窑站和泰肥铁路肥城站作为主要的货运站点。
远期预留站点包括, 客运的泰安东站, 泰安南站和大汶口站。 服务目前正在规划的城际铁路济南-泰安-济宁城际铁路, 聊城-泰安铁路和泰莱城际铁路。

### 公路运输

#### 高速公路、国道、省道
根据《泰安统计年鉴2019》，全市公路通车里程合计15588.0公里。
泰安市有众多干线通过和交汇, 途经泰安的国道有：
- 104国道
- 105国道
- 205国道
- 341国道
- 342国道

途经泰安的高速公路：
- 京沪高速（北京—上海）
- 京台高速（北京—福州）
- 济广高速（济南—广州）
- 莱泰高速（济南—泰安）
- 泰新高速（泰山区—新泰市）

在建的泰聊高速公路，将构成 青兰高速（青岛—兰州）的一部分。

#### 汽车客运、城际公交

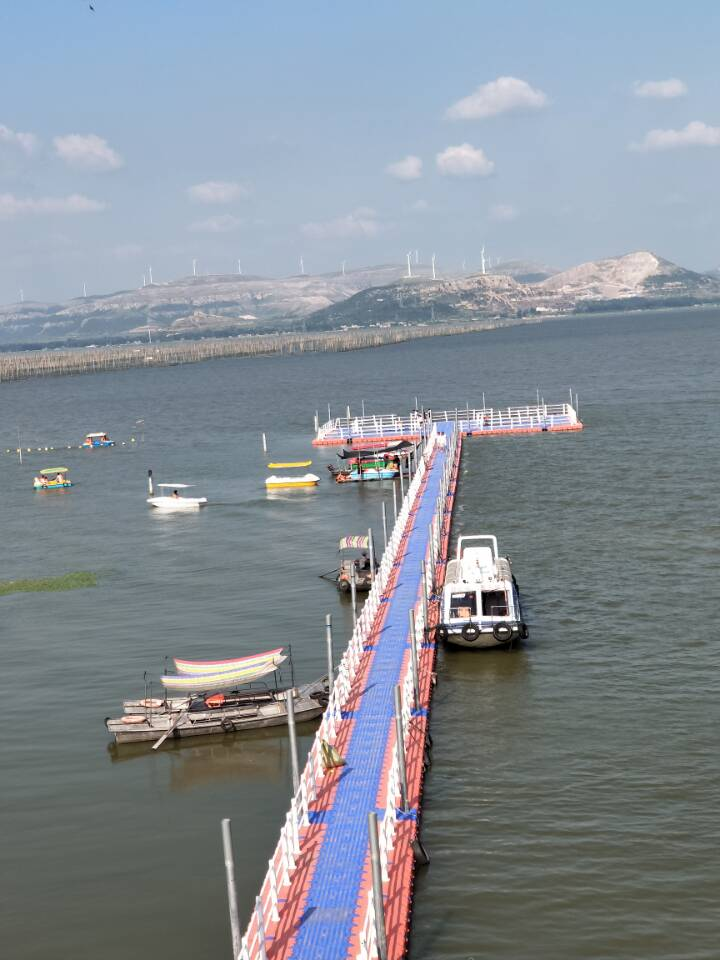
多年以来，泰安市全市的水路运输主要以旅游客运为主。

泰安有1座公路客运枢纽站，下设三个发车区。目的地和路线非常广泛，鲁西，山东省内，以及周边其他省份。各主要站点如下：
- 泰安汽车总站：辖属三个发车区：
  - 泰安汽车站（主站区）：位于泰安汽车站发车区位于龙潭路125号，泰山大街、龙潭路、三里路的交汇处（原前七里330省道）；
  - 交通宾馆公交枢纽站：位于泰山大街31号路北，城乡公交乘车点；
  - 泰山汽车站：位于泰山大街60号路南，城乡公交，城际公交乘车点。[2]

- 泰安高铁汽车站: 位于京沪高铁泰安站旁的高铁配套设施，接驳高铁旅客。
- 泰安汽车东站：位于东岳大街东首，主营城乡公交。[3]

### 航空运输
泰安市内没有民航机场，目前通过泰安航空港转送到济南遥墙国际机场(泰安市以北120 km), 此外附近有济宁曲阜机场, 但在远期规划有一座市属的4C支线机场, 可能选址为大汶口镇南、良庄、南良庄或者马庄。

### 水路运输
泰安市内的所有自然河道（包括黄河、大汶河）大多不具备货运航运条件，泰安市内自然河道主营旅游客运。京杭大运河东平段长期以来一度不能通航，2019年8月疏浚工程结束，具备通航条件。

## 市内交通

### 城内公交

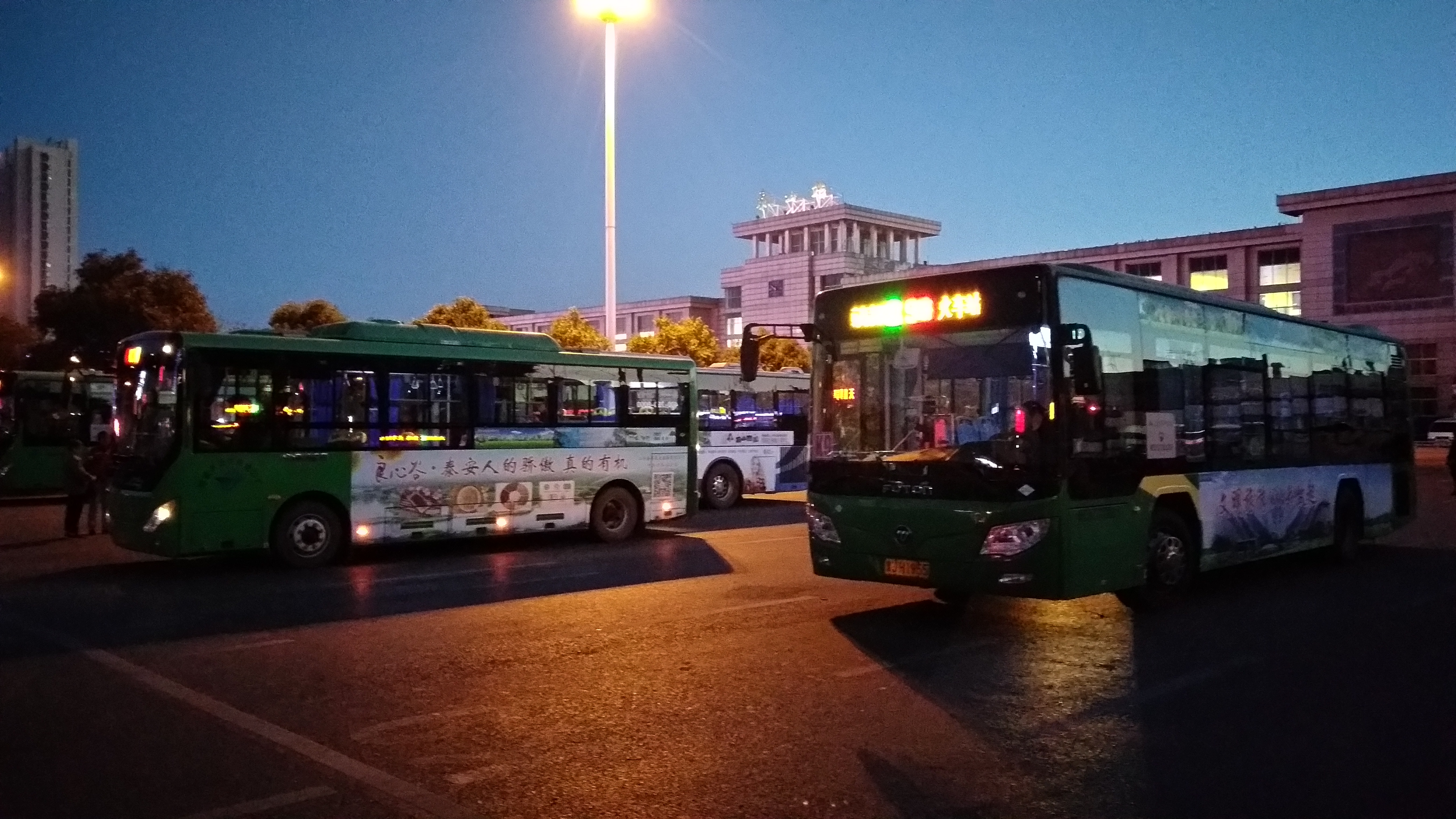
泰山站火车站广场旁的公交车（2018年）

#### 线路
泰安市市区有泰安市公共交通有限公司，泰安市第二公共交通公司两大公交公司。泰安市公交公司主营市区内线路，市第二公交公司是山东泰安交通运输集团有限公司的全资子公司，主营城乡公交。
多数公交车票价2元，小部分票价1元，使用实体公交卡可以享受八折优惠，1小时内免费换乘，除使用纸币，硬币支付票价以外，还可以使用市公交公司发行的IC卡，银联云闪付卡或银联二维码、支付宝泰安公交二维码、小码联城APP乘车优惠码乘车，以及泰安市以外发行的交通联合卡。
目前没有开设夜班车或者节假日临时车次，在春节等节日，公交车常常提前结束运营，无车可乘。
快速公交 BRT 方案目前正在讨论，有提案指沿着东岳大街和灵山大街敷设。
此外，天外村等游客集散地有中巴可以直接到达中天门景区。

#### 公交卡
目前泰安市公交公司与泰安市第二公交公司发行的公交卡为（照片）实名卡, 提供包月按次计服务。2017年起，两个公交公司逐步更新IC卡刷卡机，多数公交线路支持支付宝支付。

### 出租车
根据《泰安统计年鉴2019》，全市小型载客汽车共计4450辆。市区内有多家出租车公司运营。泰安市市区内网约车发展较快。此外, 天外村等游客集散地提供中巴上山租赁服务。

### 机动车

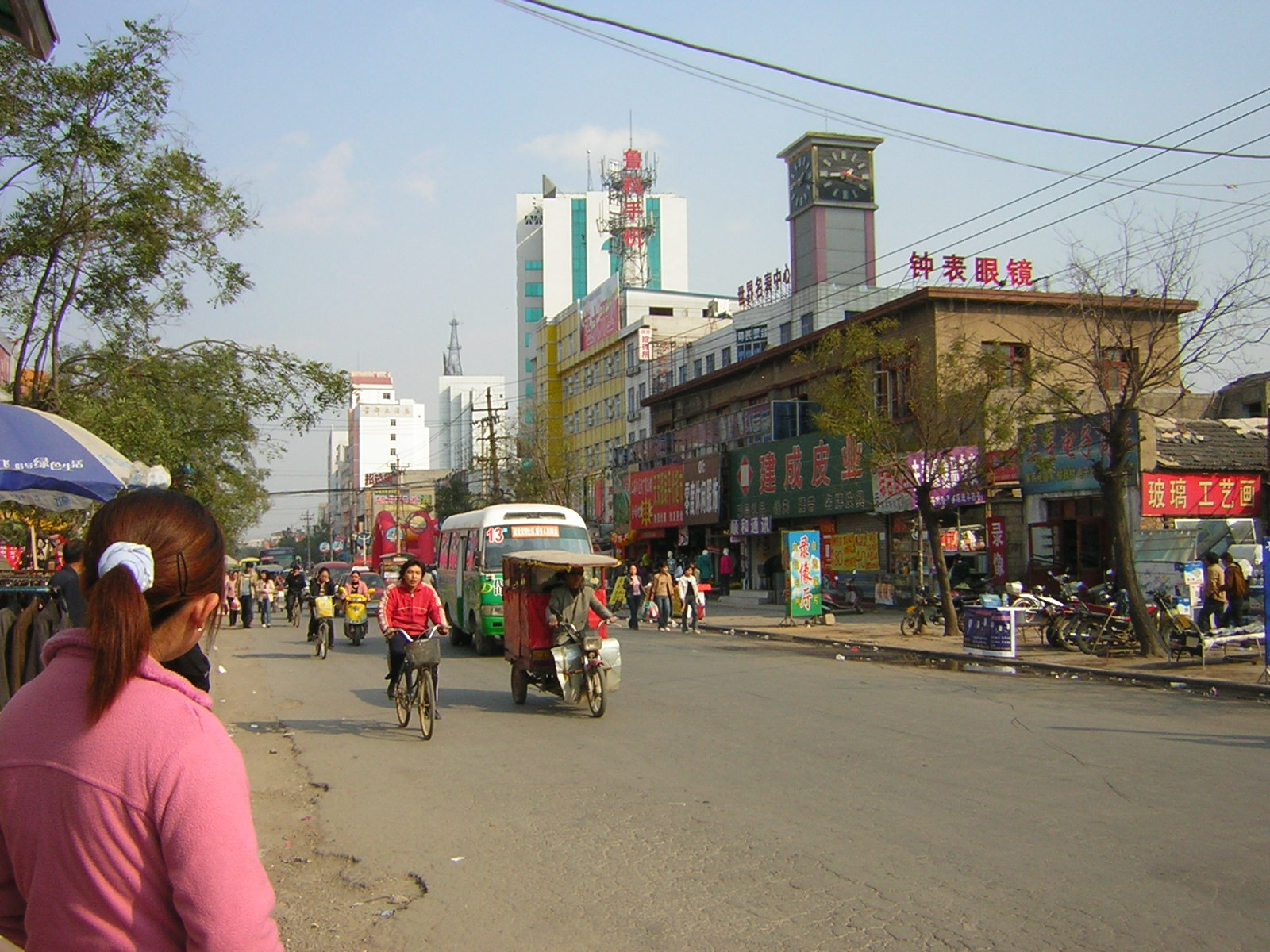
财源大街龙潭路-校场街段（2005年10月）

根据《泰安统计年鉴2019》，市区内的机动车大部分是非营运小型载客汽车与摩托车。
| 类别       | 合计    | 营运  | 非营运 | #个人  | #进口 |
| ---------- | ------- | ----- | ------ | ------ | ----- |
| 总计       | 1038268 | 91015 | 946807 | 970174 | 13420 |
| 汽车       | 789235  | 69982 | 718807 | 730178 | 13220 |
| 载客汽车   | 689972  | 9654  | 679872 | 658065 | 13174 |
| #小型      | 673954  | 4450  | 669504 | 648993 | 12921 |
| 载货汽车   | 79647   | 44110 | 35537  | 56425  | 28    |
| 其他汽车   | 19616   | 16218 | 3398   | 15688  | 18    |
| 摩托车     | 240350  | 12390 | 227960 | 239120 | 193   |
| 挂车       | 8682    | 8643  | 39     | 875    | 7     |
| 拖拉机     | -       | -     | -      | -      | -     |
| 其他类型车 | 1       | -     | 1      | 1      | -     |

### 城轨
泰安市内暂无城轨。按照规划, 即将修建济南-济宁方向城市轨道的济南到泰安段, 预期沿着京沪铁路走向在泰安设立泰城和汶口两站。

### 市区道路
泰安市区道路主要呈「井」字形规划，市区主干道分别有以下各条：
- 东岳大街
- 灵山大街
- 岱宗大街
- 迎宾大道
- 擂鼓石大街
- 龙潭路
- 长城路
- 迎胜路
- 泮河大街
- 温泉路
- 天烛峰路（泰明路）
- 泰莱路
- 泰明路
- 环山路
- 大河路

随着泰山区，岱岳区小汽车保有量的增加，东岳大街行经老城区尤其是岱庙, 林校操场，青年路，火车站周围道路时常发生大规模拥堵。2020年5月1日擂鼓石大街全线贯通工程竣工。11月24日，擂鼓石大街东段、灵山大街东段、北上高大街、省庄互通立交、黄前西干渠路和青年路南段6条道路主车道正式竣工通车，有望优化交通流，解决城市路段高峰期拥堵的问题。